# Tacchino induttivista
(Albert Einstein, lettera a Max Born del 4 dicembre 1926)

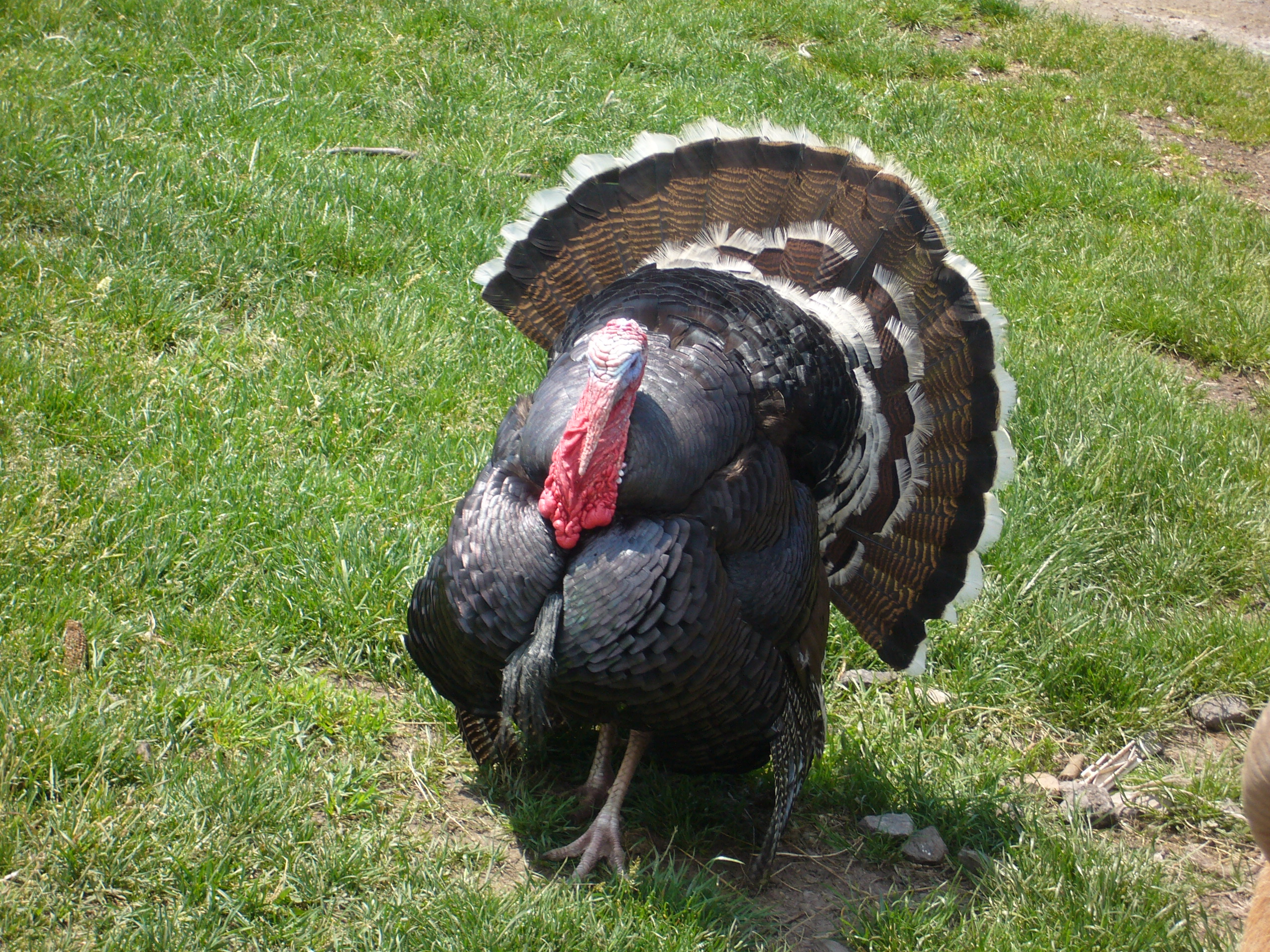
Un tacchino, il protagonista dell'esempio sulla debolezza del pensiero induttivo

Il tacchino induttivista è una celebre metafora ideata dal filosofo Bertrand Russell, e ripresa poi anche da Karl Popper, allo scopo di confutare le pretese di validità in senso assoluto dell'inferenza induttiva per enumerazione, cardine del metodo induttivo e dell'empirismo inglese tradizionale di filosofi quali Francesco Bacone, John Stuart Mill e delle disquisizioni del Wiener Kreis, il Circolo di Vienna dei filosofi positivisti logici, fondato da Moritz Schlick nella prima metà del Novecento (e animato da pensatori come Otto Neurath e Rudolf Carnap).

## Descrizione

### L'esempio del tacchino
Un tacchino, in un allevamento statunitense, decise di formarsi una visione del mondo fondata sulla scienza (una wissenschaftliche Weltauffassung, secondo i neopositivisti del Wiener Kreis):
(Bertrand Russell, 1912)

### Osservazioni
Per quanti casi si possano enumerare nel corso di un ragionamento induttivo, nulla può garantire che il prossimo caso rientrerà anch'esso nell'inferenza che abbiamo indotto dalle osservazioni, in quanto gli esperimenti concepibili e le osservazioni possibili sono infiniti per numero e tipo. L'induzione si fonda su un pregiudizio ontologico, ma in realtà è priva di fondamento (nella terminologia della logica, non extat). 
Secondo Popper, l'unico metodo scientifico valido è il metodo deduttivo dei controlli (o metodo ipotetico-deduttivo), basato sul mettere alla prova l'ipotesi teorica tramite le asserzioni che se ne possono dedurre, presupponendo l'obbligo, per il ricercatore, di formulare le sue asserzioni in modo tale che esse siano falsificabili (smentibili, confutabili, in opposizione agli asserti verificabili giudicati sensati dall'empirismo tradizionale) in sede di esperimento. 
Popper sostituisce, così, l'idea di una scienza basata sulla pura routine dell'enumerazione con l'idea di una scienza di ardite congetture e di ricerca continua dell'errore, in vista della verità, che resta un ideale regolativo. Nella storia della filosofia della scienza, il 1935, anno di pubblicazione dell'opera di Popper Logik der Forschung (La logica della ricerca), contrassegna il passaggio dalla stagione dell'empirismo logico (o neoempirismo), o positivismo logico (o neopositivismo), alla stagione del razionalismo critico.